# Nature Climate Change
Nature Climate Change — ежемесячный рецензируемый научный журнал, издаваемый Nature Portfolio, освещающий все аспекты исследований глобального потепления, текущего изменения климата, особенно его последствий. Он был создан в 2011 году как продолжение журнала Nature Reports Climate Change, созданного в 2007 году. Его первым главным редактором была Олив Хеффернан, а нынешним главным редактором журнала является Бронвин Уэйк. Согласно Journal Citation Reports, в 2021 году импакт-фактор журнала составил 28,862.